# انهيارات منطقة كاسيسي الأرضية 2022
انهيارات منطقة كاسيسي الأرضية 2022 في ليلة 6 و7 سبتمبر 2022 قُتل 15 شخصًا عندما تسببت الأمطار الغزيرة في انهيارات أرضية متعددة في منطقة كاسيسي في أوغندا.
كان سقوط الأمطار الغزيرة هو السبب في الانهيار الأرضي. منطقة التلال نائية وهي معرضة بشكل خاص للانهيارات الأرضية.
أكدت جمعية الصليب الأحمر الأوغندي أن غالبية الوفيات كانت من الأمهات والأطفال. تم إعلان ما لا يقل عن 18 شخصًا في عداد المفقودين وجرح ما لا يقل عن 7 ونقلوا إلى المستشفى.
تم تدمير العديد من المنازل ودفن العديد من الأشخاص أحياء، مع تركيز جهود الإنقاذ على أولئك الذين ما زالوا محاصرين تحتها.
بعد المأساة كانت الخطط جارية بعد ظهر ذلك اليوم نفسه لنقل الجثث إلى مدرسة كاسيكا الابتدائية لتشريح الجثث وترتيبات الدفن.
كان هذا الحدث واحدًا من سلسلة من الفيضانات الأخيرة في غرب أوغندا، وواحدة من عدة فيضانات في إفريقيا في عام 2022.